# Cattolica de Stilo
La Cattolica de Stilo és una petita església romana d'Orient del segle ix situada a Stilo, a la província de Reggio de Calàbria. És de planta central i forma quadrada i es troba al peu del vessant de la muntanya Consolino.
Des del 2006 és inclosa a la llista indicativa de la UNESCO, un pas previ per a ser declarada Patrimoni de la Humanitat, sota la denominació «Monestir Cattolica de Stilo i conjunt basilianobizantí», amb set altres llocs de Calàbria. El 2015 fou triada per representar Calàbria, en l'Expo 2015.

## Nom
La denominació Cattolica era per a indicar la categoria de chiese privilegiate ('esglésies privilegiades') de primer grau segons la nomenclatura emprada sota domini romà d'Orient a les províncies de la Itàlia meridional (subjectes al ritu bizantí); la definició de katholikì s'utilitzava només amb les esglésies que tenien baptisteri. Això s'ha mantingut fins hui en alguns pobles units per tradició a aquest títol, com l'església Cattolica dei Greci de Reggio de Calàbria, que en fou la primera de la ciutat.

## Història
Sotmesa a l'Imperi Romà d'Orient fins a finals del segle xi, la Calàbria actual conserva molts testimonis d'art oriental d'aquesta època, i la Cattolica n'és un bon exemple.
La Cattolica era l'església mare de les cinc parròquies del país, governada per un vicari perpetu (després del protopapa de l'època romana d'Orient), que tenia dret a sepultura a dins. Hi ha testimoniatge de restes humanes en una tomba de marbre amb un valuós anell.

## Arquitectura

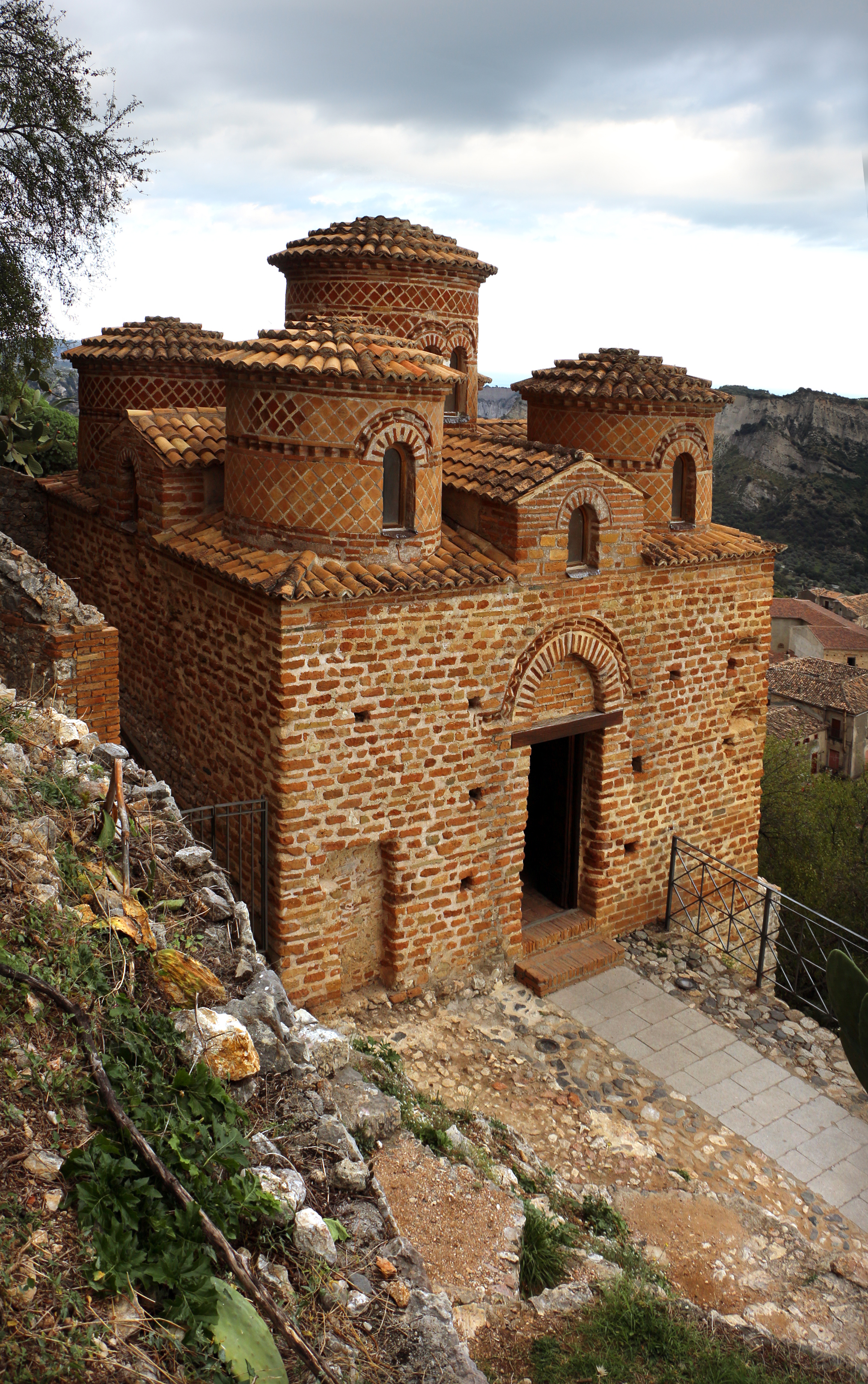
Posterior de la Cattolica

La Cattolica de Stilo és un clar exemple d'arquitectura romana d'Orient, semblant al tipus d'església en creu inscrita en un quadrat, típica de l'època mitjana romana d'Orient. A dins, quatre columnes divideixen l'espai en nou parts si fa no fa iguals. El quadrat central i els angulars són coberts per cúpules sobre columnes; la cúpula central és lleument més alta i té un diàmetre més gran. En un dels costats té tres absis.
Aquest tipus n'és semblant al de les esglésies de Sant Marc de Rossano i San Giorgio di Pietra Cappa, a prop de San Luca i a la dels Otomans de Reggio de Calàbria, en la seua forma original.

### Exterior
L'aspecte general de l'edifici té forma cúbica, amb un entreteixit original de rajoles grosses unides amb morter. L'ús de material ceràmic (més costós llavors, però més fàcil d'emprar) i la tècnica dels constructors no té explicació unànime: Paolo Orsi, superintendent del Museu Nacional de Reggio de Calàbria, data els maons com «cortines ceràmiques de la bona època imperial», a diferència d'altres estudiosos que pensen que es van usar per «dissoldre la plasticitat de la paret accentuant el gra i el color del material».
Al costat oest de l'edifici hi ha la roca nua, mentre que el costat est, que acaba amb tres absis, recolza el pes sobre tres bases de pedra i de material de rajola.
Per fora, la Cattolica està quasi desproveïda de decoració, a part de les petites cúpules, revestides de plaquetes cuites quadrades en forma de rombe, i de dues cornises de rajoles disposats en forma de dent de serra seguint les finestres.

### Interior

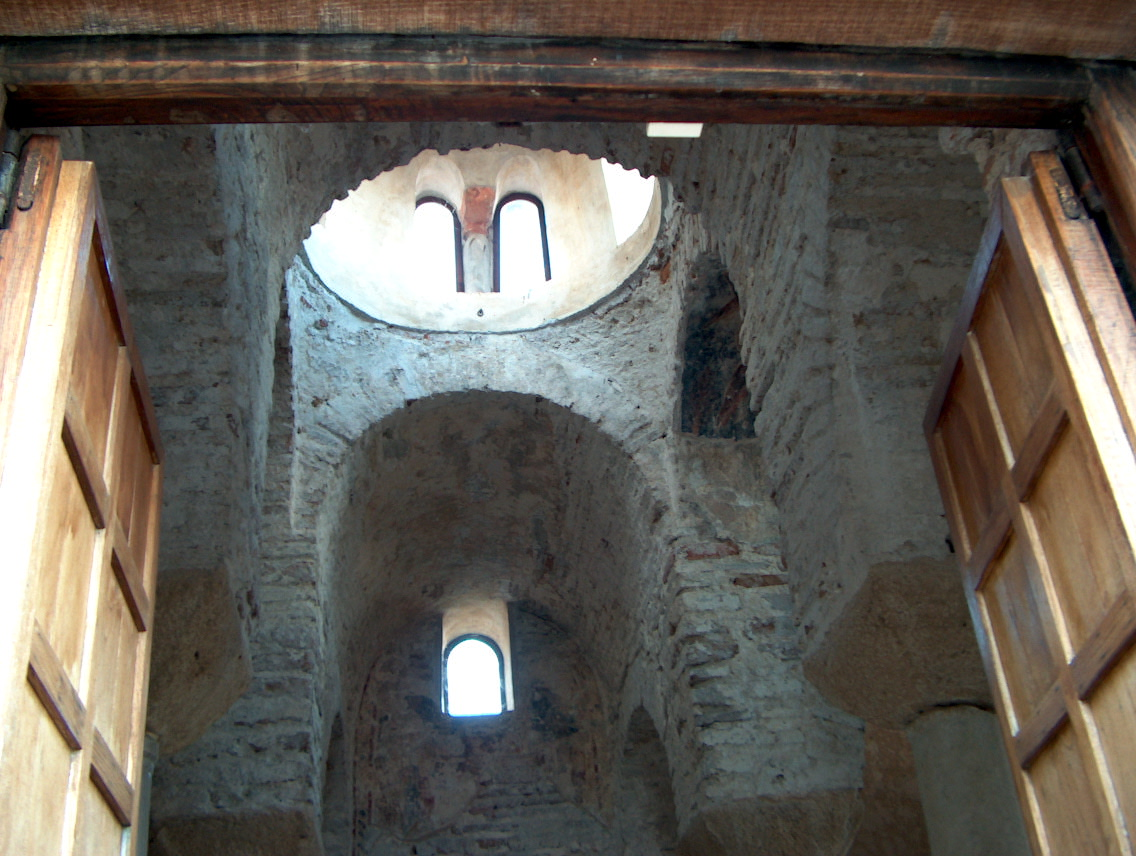
Vista interior

La particular disposició de les fonts de llum a dins ressalta l'espai i li dona major impuls (amb un subtil recordatori simbòlic de la jerarquia i l'escala humana). Aquesta expansió de l'espai destacava els frescs que recobrien originàriament totes les parets.
L'interior disposa de tres absis a la part oriental, el mitjà (el bema) allotja l'altar, el del nord (la pròtesi) acollia el ritu de preparació del pa i del vi, i el del sud (el diakonikon) custodiava els gots sagrats i servia de vestidor als sacerdots abans de la litúrgia. Sobre l'absis esquerre es va col·locar una campana (de fabricació autòctona) del 1577, que es remunta a l'època quan l'església es va convertir al ritu llatí, que representa una marededeu en relleu i, limitada per creus, una inscripció:
| « | Verbum Caro Factum Est Anno Domini MCLXXVII Mater Misericordiæ | » |

Una peça d'una columna antiga a l'absis pròtesi es va fer servir per a la conservació de l'eucaristia, mentre que les quatre columnes que sostenen les cúpules recolzen damunt bases diferents, recuperades d'una època molt anterior (com ara, una base jònica invertida inserida sobre un capitell corinti, o fins i tot un capitell jònic a l'inrevés).
No es pot excloure un possible ús de la Cattolica com a oratori musulmà, i també és possible que les columnes les portaren ja cisellades; com que els àrabs, l'objectiu general dels quals no era la conquesta de l'àrea, sinó saquejar-la, inexplicablement no destruïren la petita església romana d'Orient, sinó que l'elevaren a lloc de culte i d'oració, potser se'n sentiren atrets per la bellesa i la ubicació excepcional.

## Galeria d'imatges

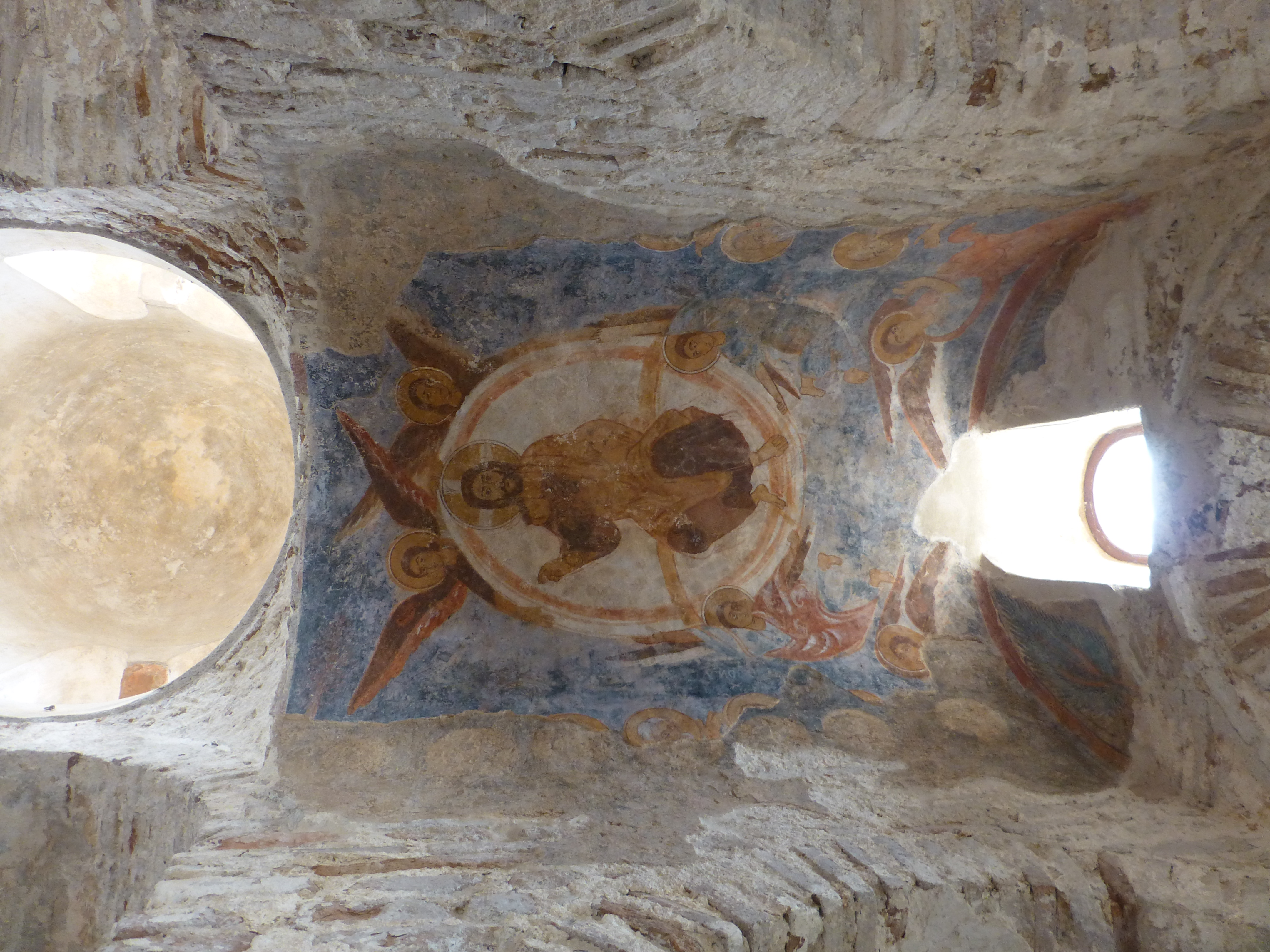
Fresc del Pantocràtor
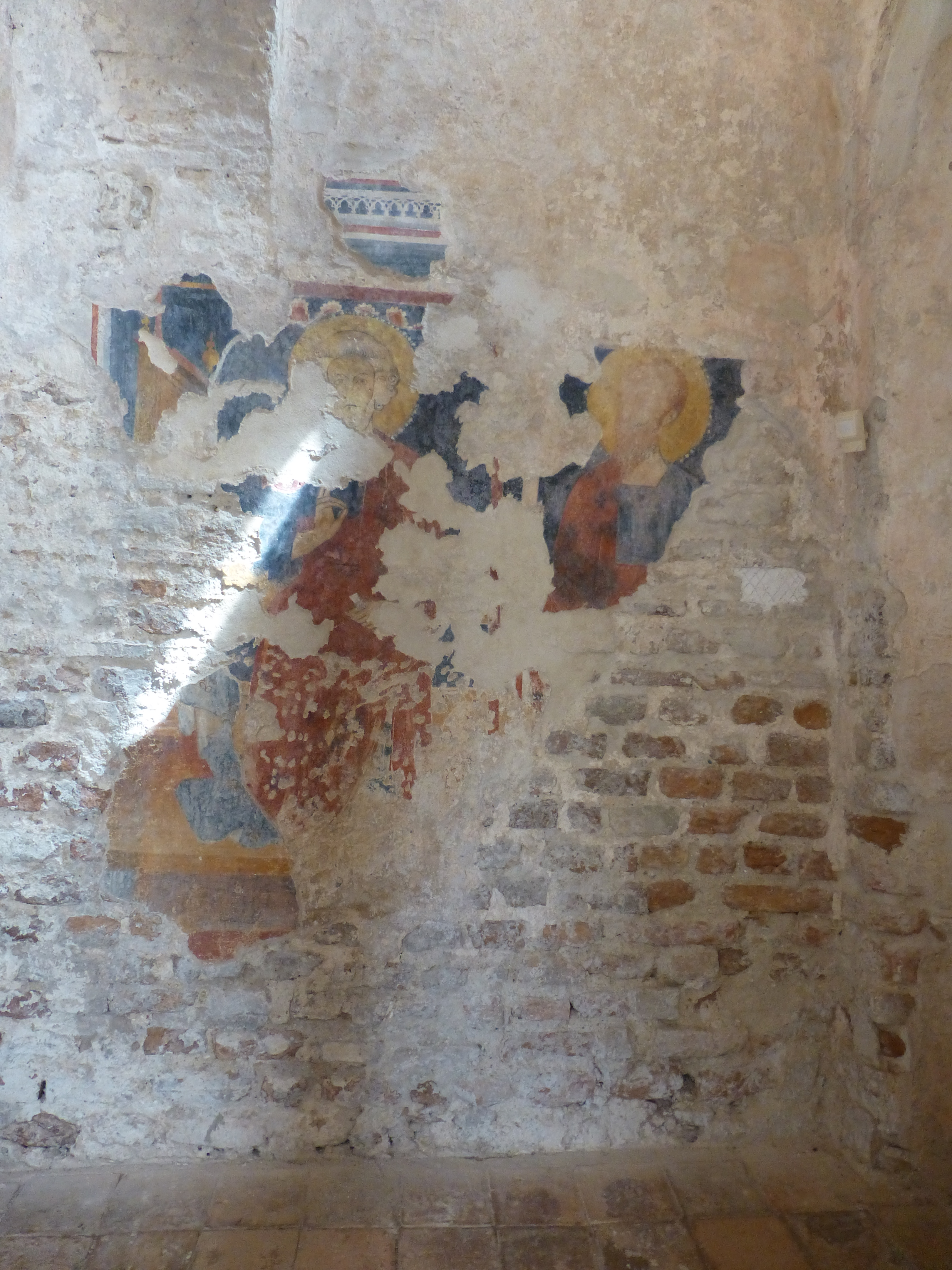
Fresc 1
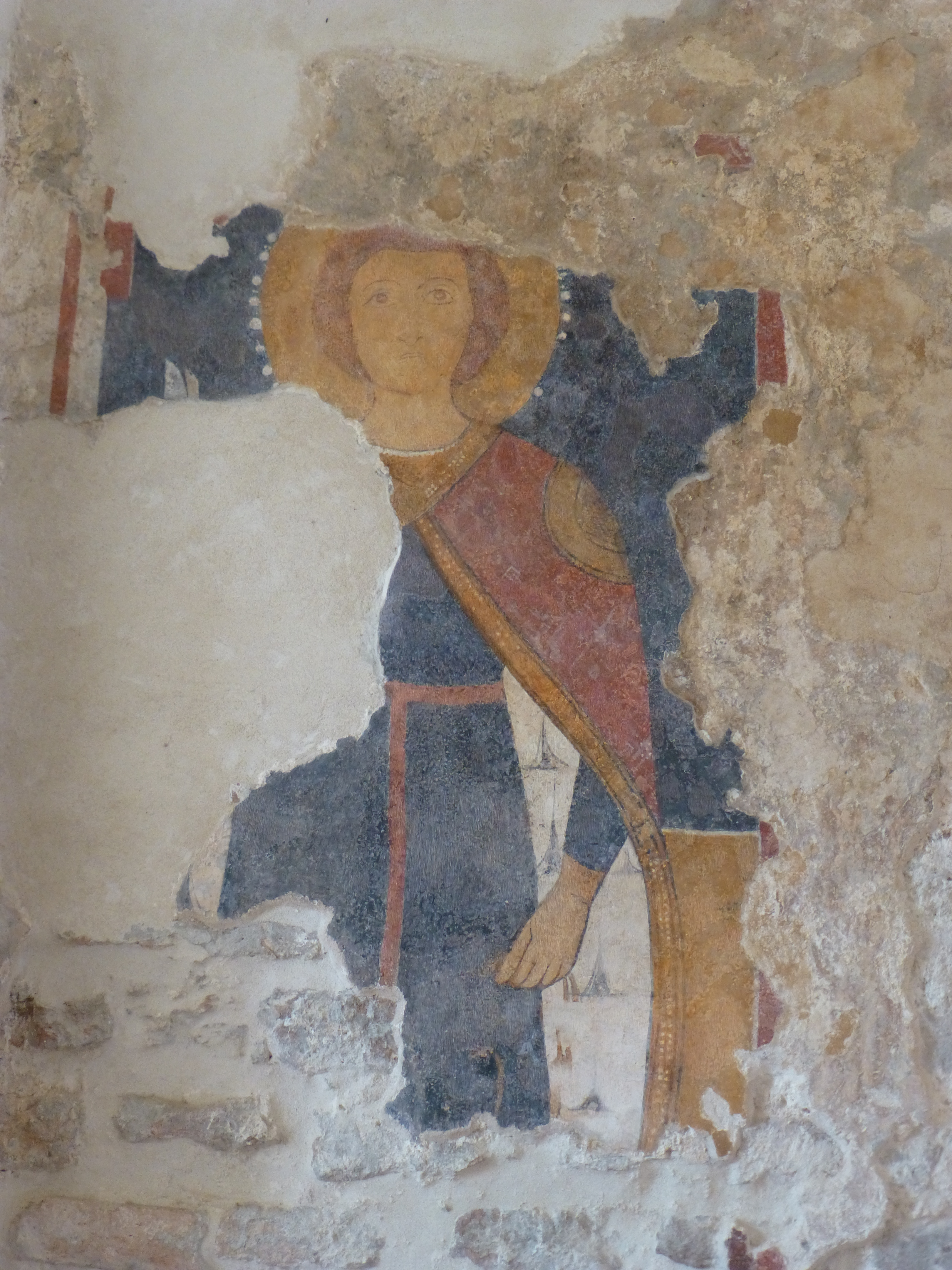
Fresc 2
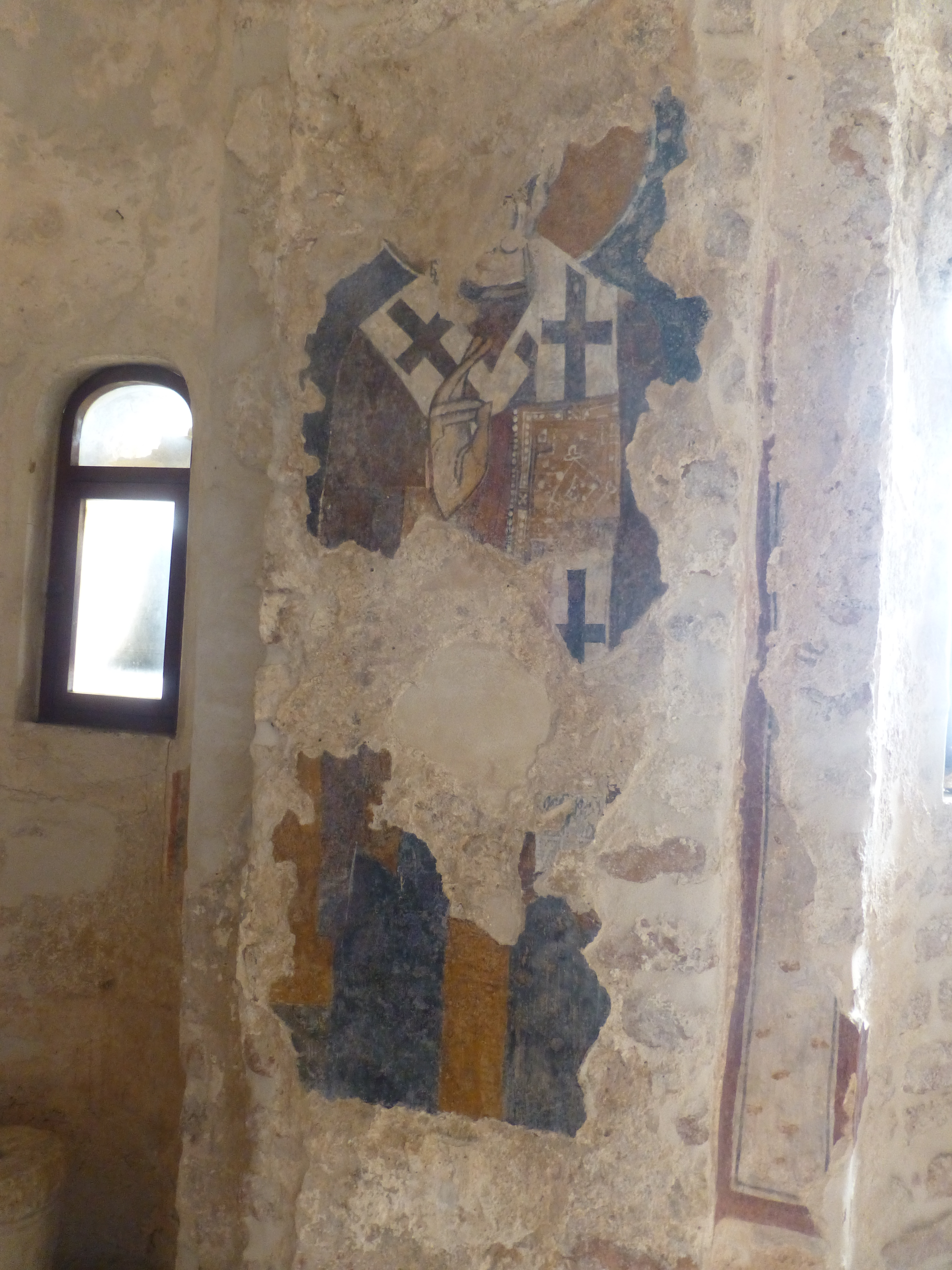
Fresc 3
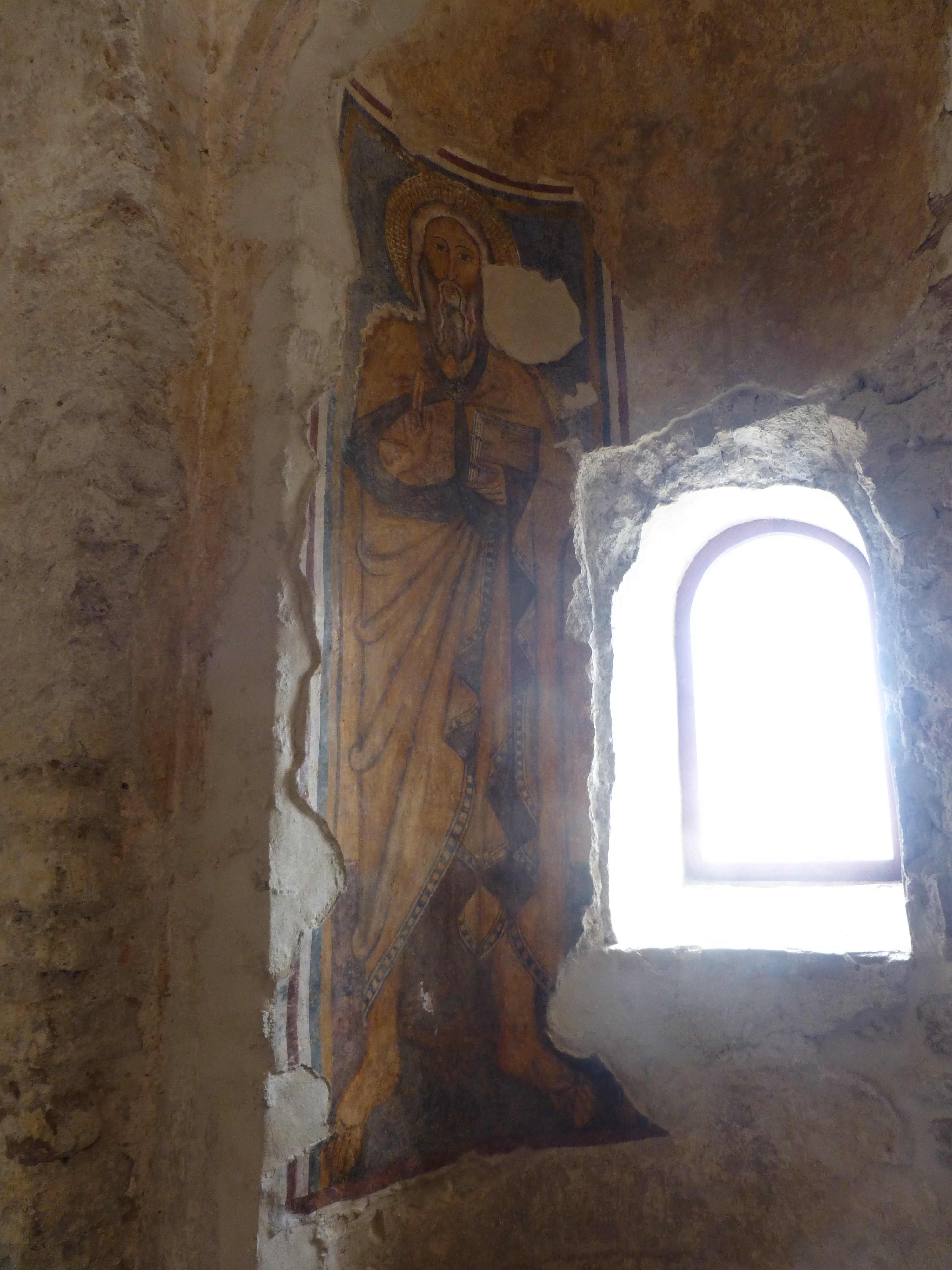
Fresc 4
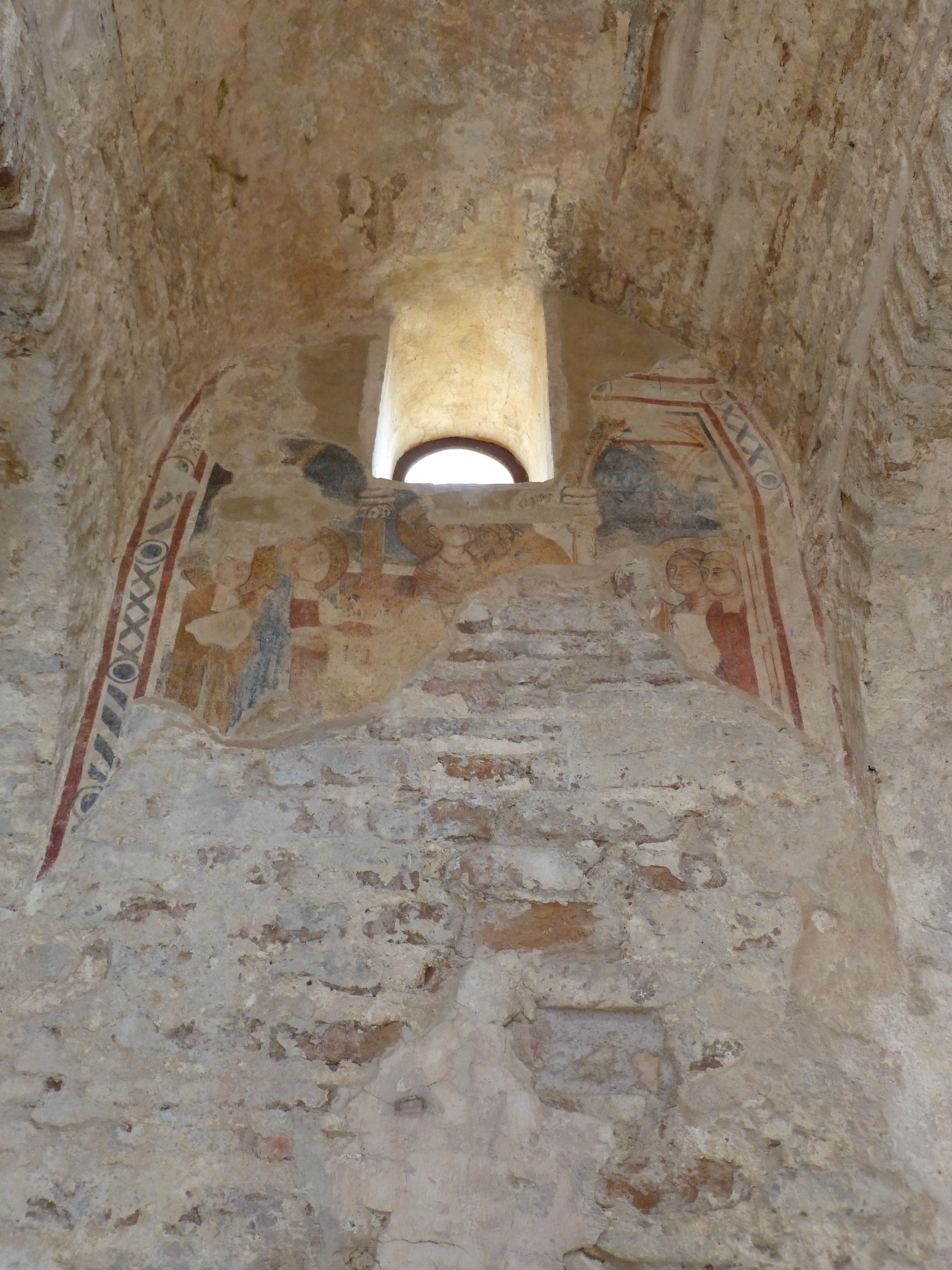
Fresc 5
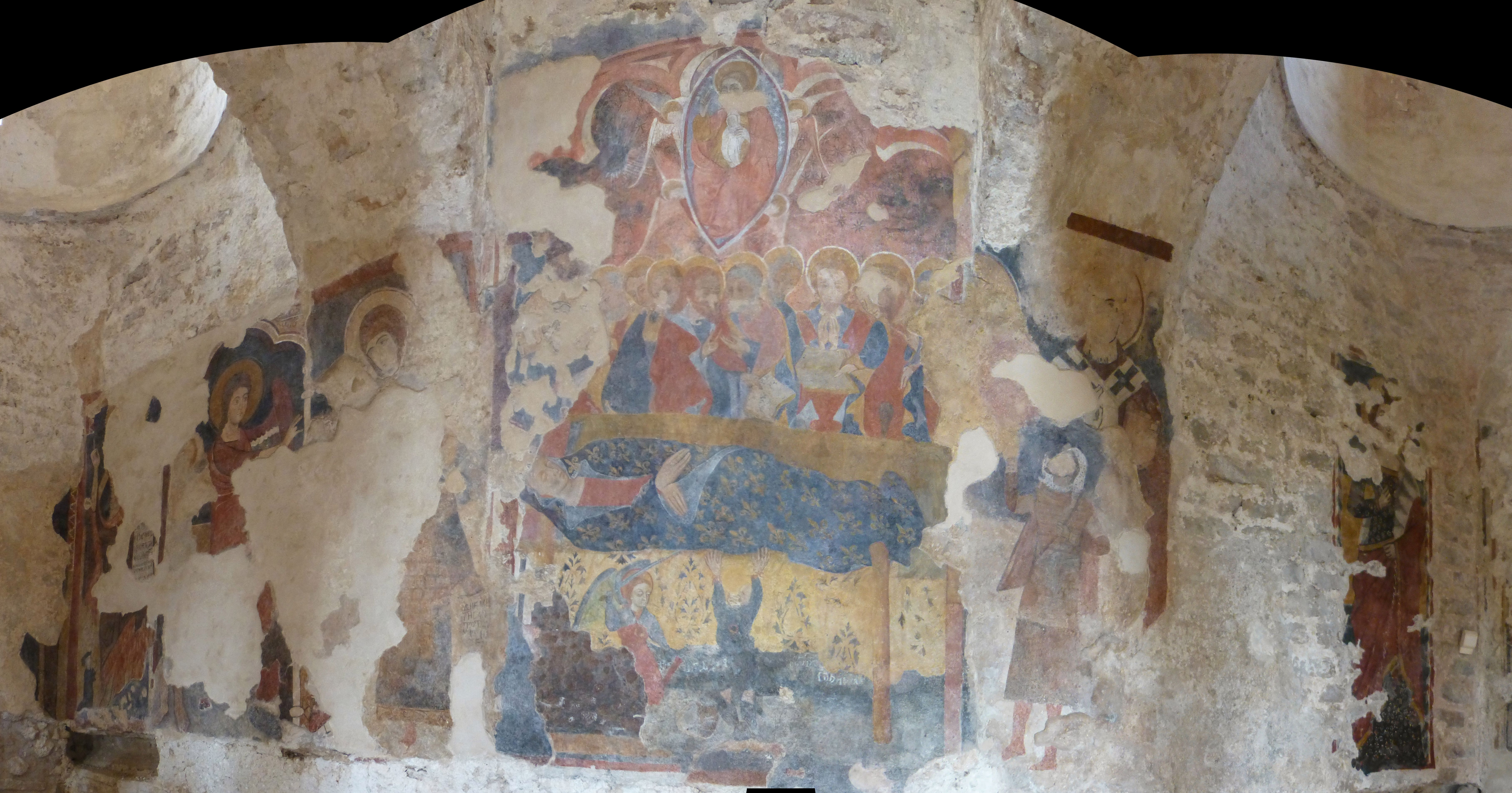
Fresc 6

## Referència
1. ↑  Vegeu l'entrada «Cattolica Monastery in Stilo and Basilian-Byzantine complexes», al lloc oficial de la UNESCO, disponible en línia.